# Metropolia Cali
Metropolia Cali – metropolia rzymskokatolicka w Kolumbii utworzona 20 czerwca 1964 roku.

## Diecezje wchodzące w skład metropolii
- Archidiecezja Cali
  - Diecezja Buenaventura
  - Diecezja Buga
  - Diecezja Cartago
  - Diecezja Palmira

## Biskupi
- Metropolita: abp Luis Fernando Rodríguez Velásquez (od 2022) (Cali)
- Sufragan: bp Rubén Darío Jaramillo Montoya (od 2017) (Buenaventura)
- Sufragan: bp José Roberto Ospina Leongómez (od 2012) (Buga)
- Sufragan: bp César Alcides Balbín Tamayo (od 2021) (Cartago)
- Sufragan: bp Edgar de Jesús García Gil (od 2010) (Palmira)

## Główne świątynie metropolii
- Katedra św. Piotra Apostoła w Cali
- Katedra św. Bonawentury w Buenaventura
- Katedra św. Piotra Apostoła w Buga
- Katedra Matki Boskiej z Góry Karmel w Cartago
- Katedra Matki Boskiej Różańcowej w Palmira